# Peucedanum chrysanthum
Peucedanum chrysanthum är en flockblommig växtart som beskrevs av Pierre Edmond Boissier och Benedict Balansa. Peucedanum chrysanthum ingår i släktet siljor, och familjen flockblommiga växter. Inga underarter finns listade i Catalogue of Life.